# Геній (міфологія)

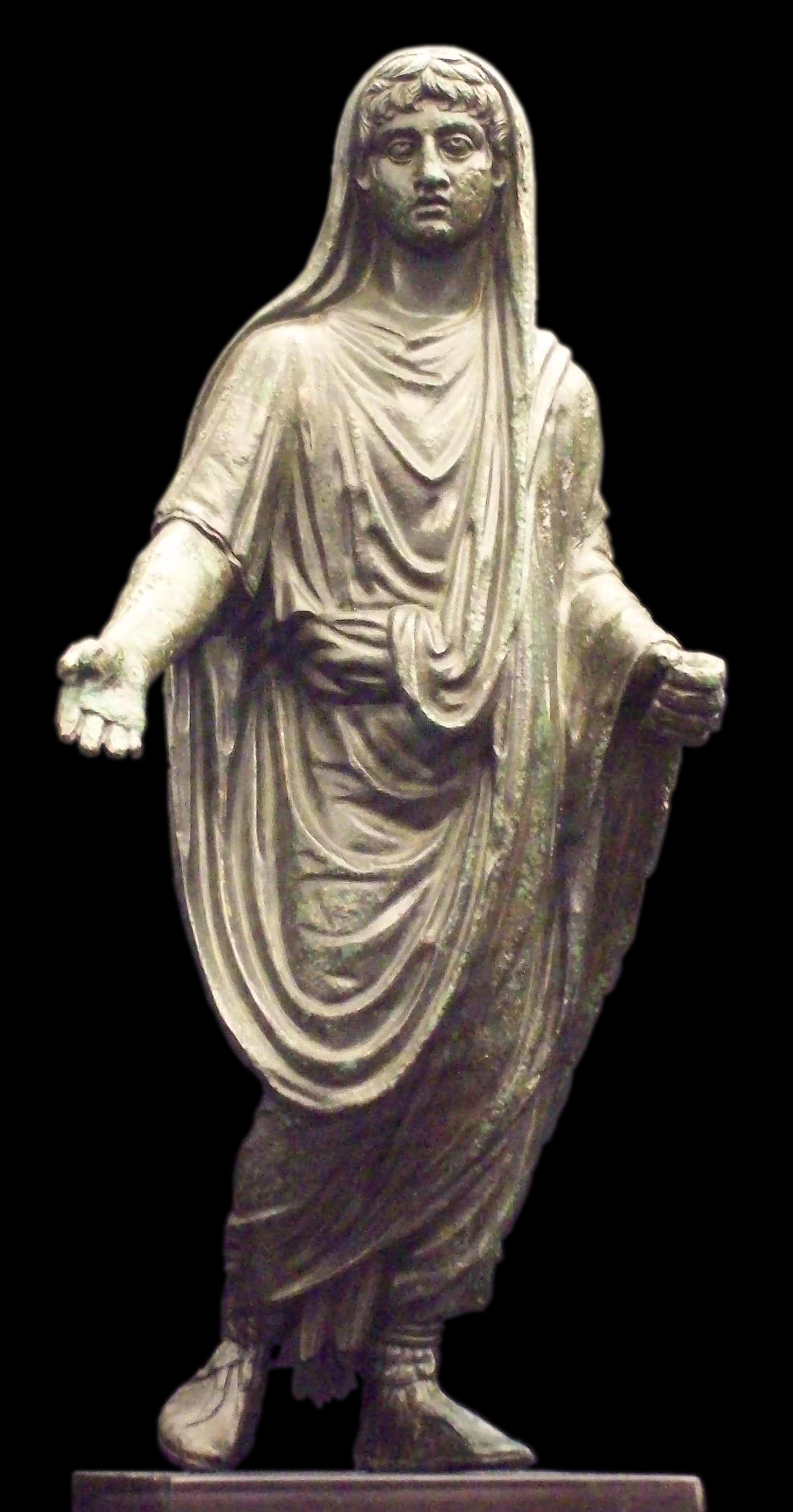
Геній (1 століття)

Ге́ній (лат. genius — «дух») — у римській релігії особистий дух чоловіка, що його захищає; вираження його особистості, його долі та, зокрема, його сили зачаття; часто ототожнюваний з грецьким демоном. Вважають, що римляни запозичили цих духів-охоронців від етрусків, етимологічно він пов'язаний зі словами батько та творець.
Давні римляни вважали, що геній формує особистість і є супутником людини протягом цілого її життя. Це вища істота, що, нібито, є у чоловіків — батьків родини (наприклад, геній, або Spiritus familiaris Сократа). Геній сприяв чоловікам; жінок захищали юнони. Геніїв, що визначали волю і вчинки, мали не тільки окремі люди, а й країни, міста, родини, театри і навіть боги. День народження римського громадянина вважався святом його генія, якому в цей день складали безкровну жертву із вина, ладану та квітів. Коли римляни переживали радість чи щастя, вони дякували генієві.
Генії місцевостей найчастіше зображувались у вигляді зміїв, а інші генії — у постаті людей, з рогом достатку й жертовною чашею в руках. На зображеннях під час жертвоприношення голова генія була наполовину прикрита тогою (такі зображення знайдено в Помпеї).
Окрім геніїв приватних осіб та родин, існував культ Генія Риму, що його називали громадським Генієм Римського народу, в нього просили захисту для міста в часі небезпеки та напередодні війни, йому приносили жертви в Капітолії. Геній Риму зображався на монетах у вигляді старого бородатого чоловіка із ініціалами G.P.R. над ним. Статуя генія римського народу стояла на Форумі в Римі.
Врешті, існував культ генія кожного імператора, священного духа, що, як вважалось, перебував у самодержці, та якого ідентифікували із Ларами Авґуста. За часів Авґуста в усіх 14 частинах Рима стояли його генії.

## Юнони
Юнони (лат. iunones) — духи, які, на противагу геніям, опікувалися жінками.